# Westview Press
Westview Press war ein 1975 gegründeter US-amerikanischer Verlag, der heute zum Konzern Taylor & Francis gehört.

## Geschichte
Das Unternehmen wurde von dem Verleger Frederick A. Praeger in Boulder, Colorado gegründet und war spezialisiert auf die Veröffentlichung von Sach- und Fachbüchern.
Im Jahr 1991 wurde Westview an den US-amerikanischen Investor Stephen Claar Swid (SCS) verkauft, der das Unternehmen bis 1995 leitete.
Anschließend wurde Westview von HarperCollins gekauft. Kurz darauf erfolgte der Verkauf an Perseus, bevor das Unternehmen durch Zukauf an die Hachette Book Group überging.
Im Jahr 2017 übernahm Taylor & Francis die Hachette Book Group und damit auch Westview.
Taylor & Francis gehört heute (Stand 2025) zu Routledge (Informa).

### Praeger Publishing
Frederick A. Praeger gründete bereits vorher 1950 die Praeger Publishing für Kunstbücher und Bücher über den Kalten Krieg, internationale Beziehungen und das Militärwesen. Praeger Publishing wurde später Teil von ABC-CLIO und dann von Bloomsbury Publishing.